# Vendresse
Vendresse ist eine französische Gemeinde mit 479 Einwohnern (Stand: 1. Januar 2022) im Département Ardennes in der Region Grand Est (vor 2016 Midi-Pyrénées) Sie gehört zum Kanton Nouvion-sur-Meuse im Arrondissement Charleville-Mézières. Die Einwohner werden Vendressois genannt.

## Lage
Vendresse liegt etwa 20 Kilometer südlich von Charleville-Mézières. Durch die Gemeinde führt der Canal des Ardennes. Umgeben wird Vendresse von den Nachbargemeinden Élan im Norden, Sapogne-et-Feuchères im Norden und Nordosten, Omicourt und Chémery-Chéhéry im Osten, La Neuville-à-Maire im Osten und Südosten, Tannay-le-Mont-Dieu im Südosten, Sauville im Süden, Louvergny im Südwesten, Omont im Westen sowie Villers-le-Tilleul im Nordwesten.

## Geschichte
Am 5. Juni 1917 schlug hier – vermutlich eher zufällig – ein Geschoss eines Eisenbahngeschützes in das Munitionslager von Vendresse ein. Etwa 50 Menschen verloren dabei ihr Leben.

## Bevölkerungsentwicklung
| Jahr                       | 1962 | 1968 | 1975 | 1982 | 1990 | 1999 | 2006 | 2019 |
| -------------------------- | ---- | ---- | ---- | ---- | ---- | ---- | ---- | ---- |
| Einwohner                  | 449  | 473  | 469  | 406  | 402  | 400  | 465  | 478  |
| Quellen: Cassini und INSEE |      |      |      |      |      |      |      |      |

## Sehenswürdigkeiten
- Kirche Saint-Martin, ursprünglich aus dem 12. Jahrhundert, im 16./17. Jahrhundert umgebaut, seit 1972 Monument historique
- Kirche Saint-François-d’Assise in La Cassine aus dem 19. Jahrhundert
- Franziskaner-Kloster mit Kirche in La Cassine aus dem 14. Jahrhundert, seit 1930 Monument historique
- Ruinen des Schlosses von La Cassine aus dem 16. Jahrhundert

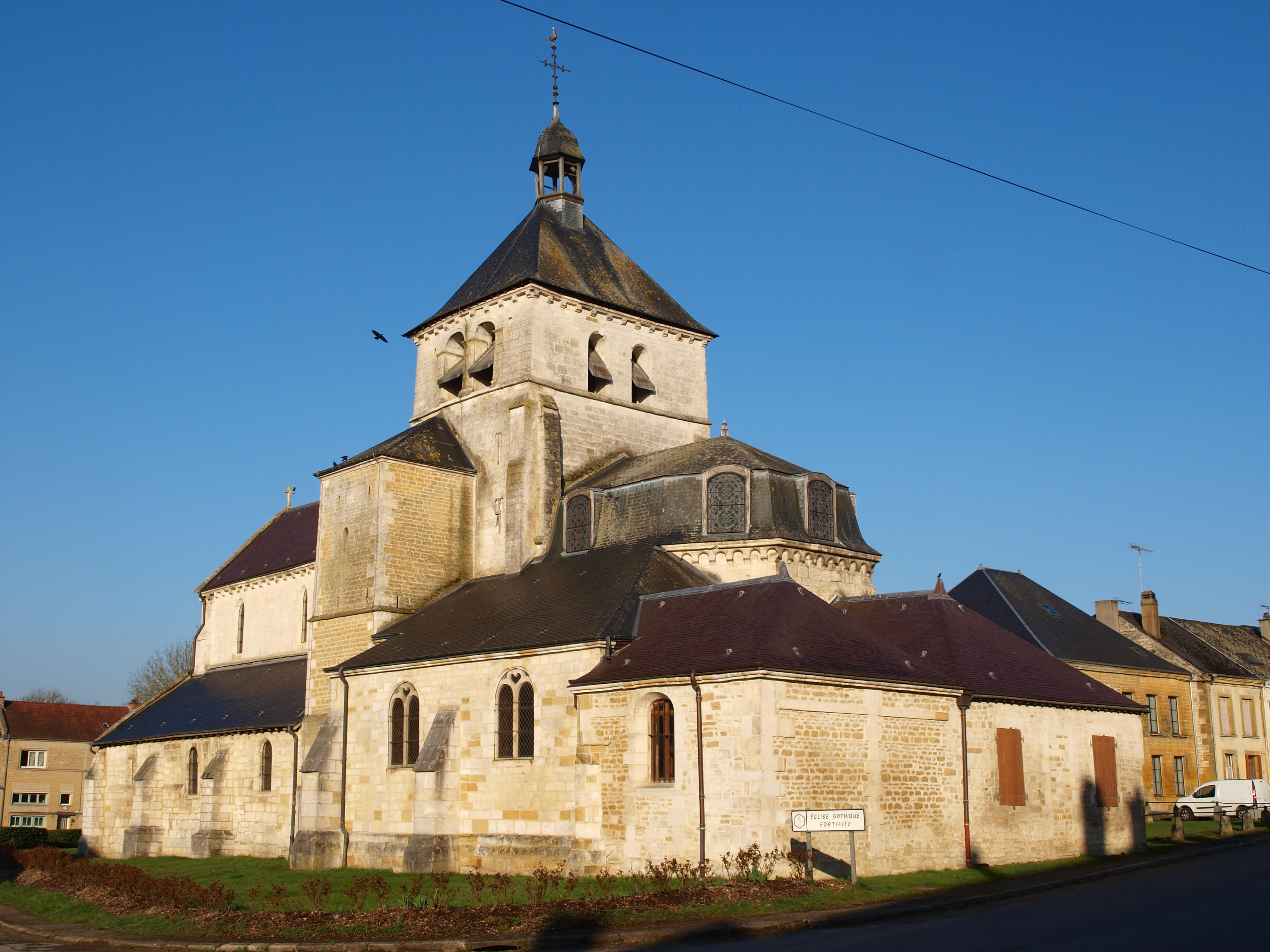
Kirche Saint-Martin
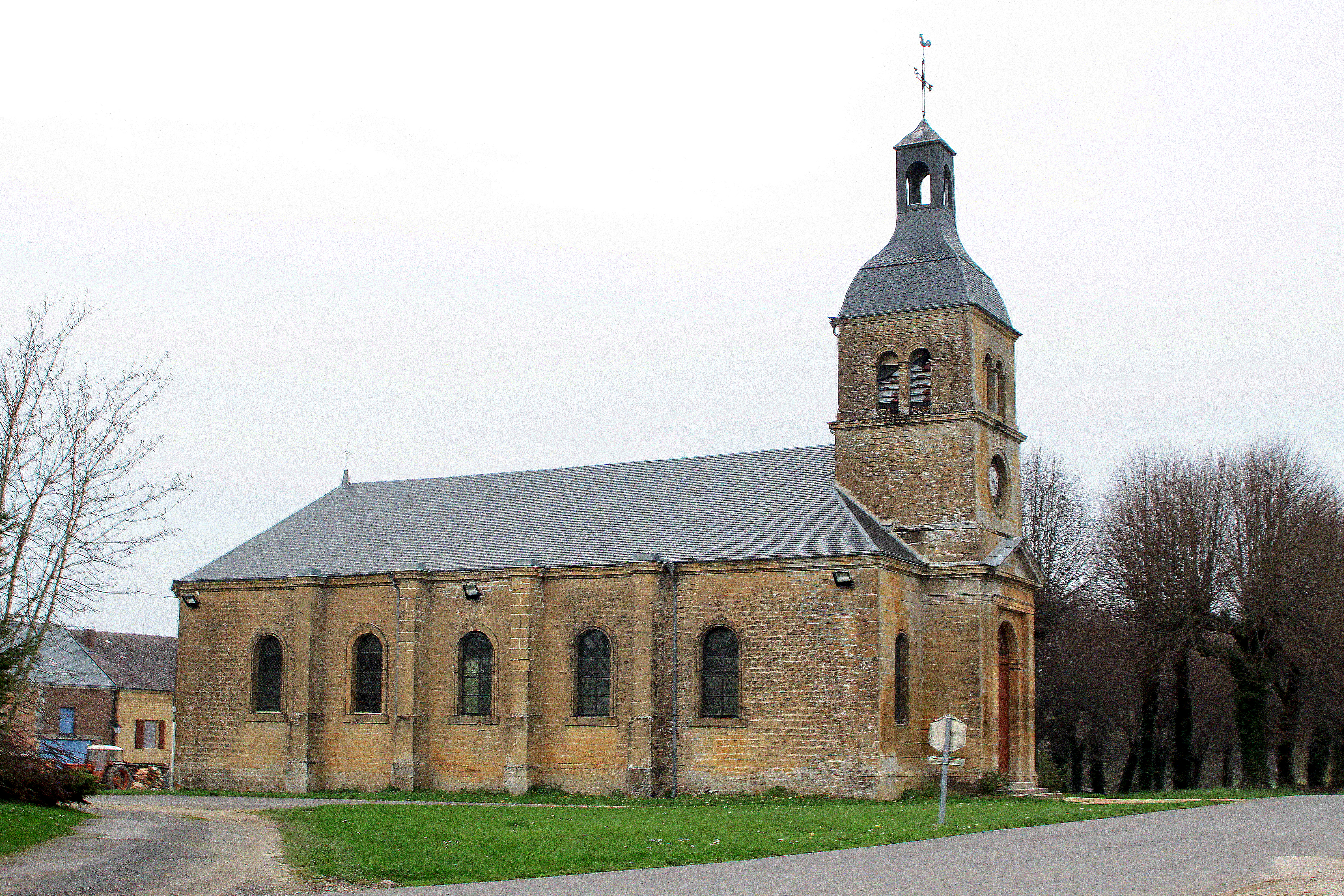
Kirche Saint-François-d'Assise
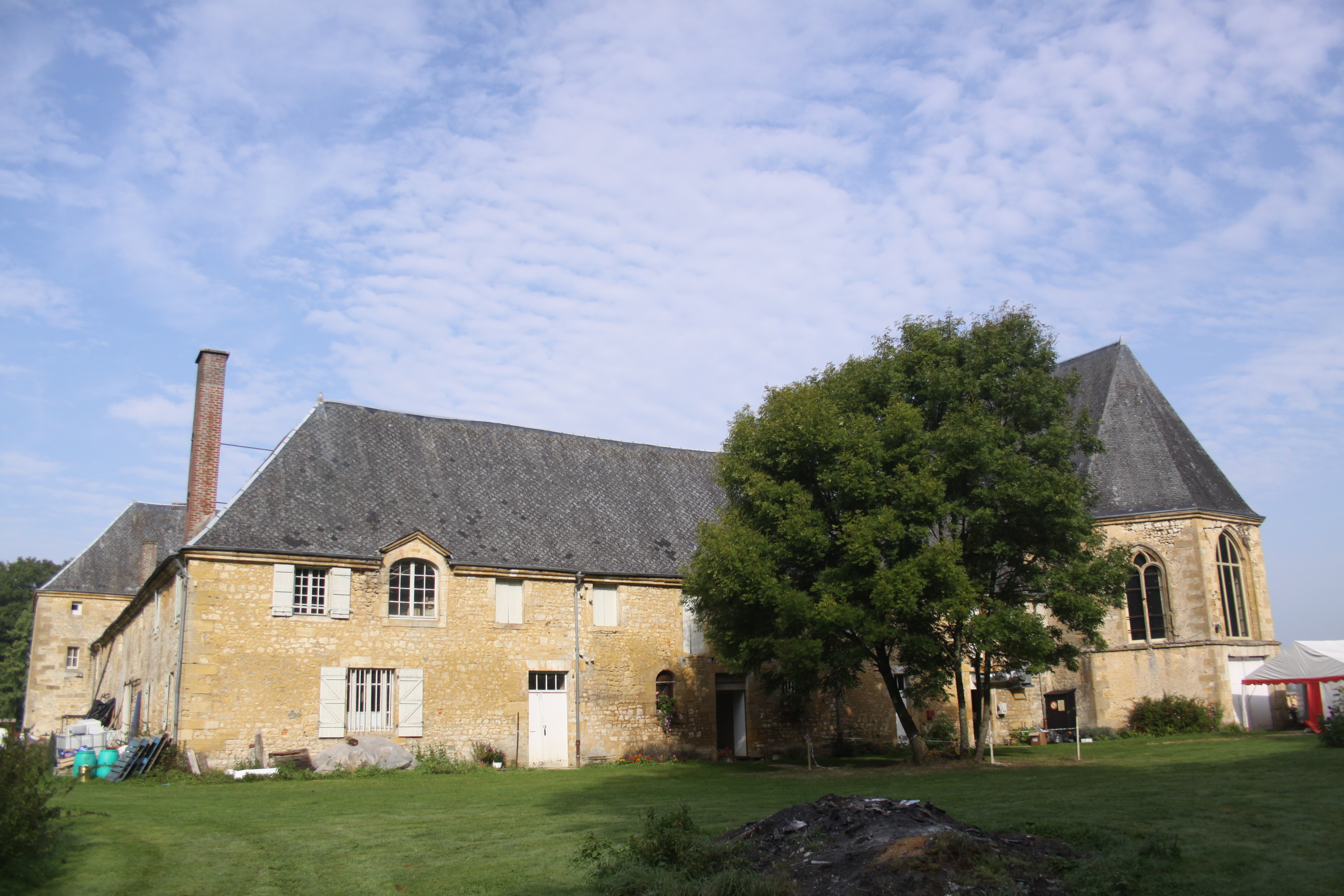
Franziskanerkonvent
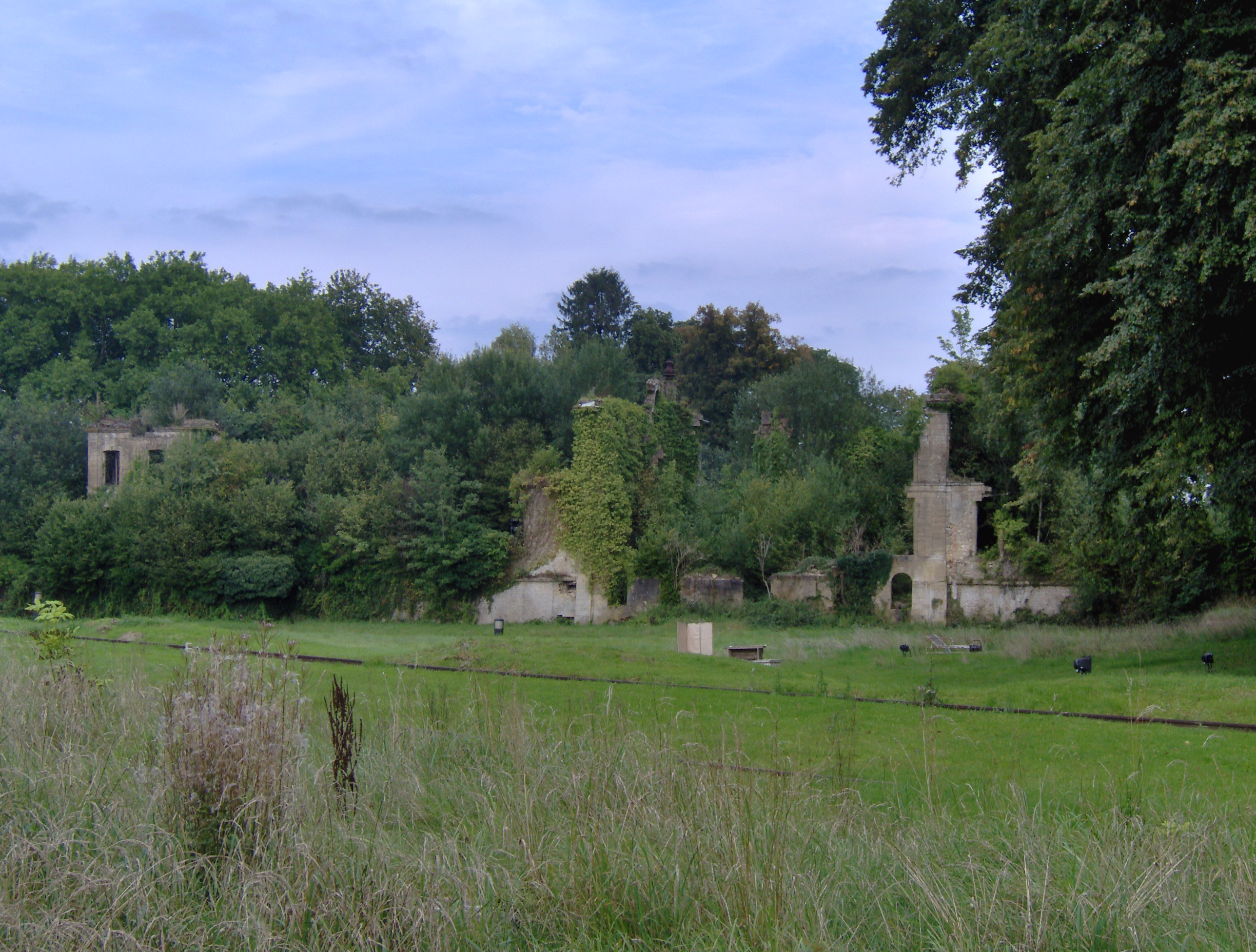
Ruinen des Schlosses La Cassine

## Persönlichkeiten
- Luigi Gonzaga (1539–1595), Prinz von Italien, Erbauer des Schlosses von La Cassine
- Pol Bouin (1870–1962), Mediziner, hier geboren